# Burg Unlingen
Die abgegangene Burg, die vermutlich den Namen Burg Unlingen trug, lag westlich der Gemeinde Unlingen im Landkreis Biberach in Baden-Württemberg.
Urkundlich ist die Burg sowie der Burgadel nicht zu fassen. Die nicht genau lokalisierte Burganlage befand sich möglicherweise westlich des Ortes Unlingen an dem sogenannten Burr, das wohl die Kurzform von Burgstall darstellt. Früher sollen sich dort Reste von Mauerwerk und unterirdische Gewölbe befunden haben, heute sind keine Reste mehr erhalten.